# 마케도니아어
마케도니아어(македонски [maˈkɛdɔnski])는 북마케도니아의 공용어이다. 슬라브어파의 남슬라브어군 중 동부 남슬라브어군에 속한다. 같은 동부 남슬라브어군에 속하는 불가리아어와 가까운 관계에 있다. 고대 교회 슬라브어에서 분화되어 11세기 이래 문헌이 보이기도 하나, 불가리아어와 달리 독자적인 발전을 이루지 못했고 불가리아어의 방언으로 간주되기도 했다. 20세기에 유고슬라비아의 마케도니아가 형성되면서 독자적인 언어로 성립되고 유고슬라비아 사회주의 연방공화국의 공용어 중 하나로 지정되면서 발전하였다. 유고슬라비아어의 공용어 중 서부 남슬라브어군에 속하는 세르보크로아트어, 슬로베니아어와 다른 동부 남슬라브어군에 속하여 독특한 특징을 지니고 있었다. 유고슬라비아 시절, 유고슬라비아의 언어로 독자적인 마케도니아어에 의한 출판이 활성화되는 등 발전을 이루었고, 1991년 독립하면서 그대로 북마케도니아의 공용어가 되었다.
문자는 키릴 문자(러시아&불가리아문자)를 사용하며, 문법적으로는 불가리아어와 마찬가지로 명사의 격변화가 소실되어 고립어적인 특징을 보인다. 유고슬라비아 붕괴 후 이 언어는 정치적으로 논란의 대상이 되고 있다. 불가리아에서는 독자적인 마케도니아어의 존재를 인정하지 않고 불가리아어의 한 방언으로 간주하며, 그리스에서는 마케도니아는 그리스의 한 지역이므로 이 언어를 슬라브마케도니아어로 불러야 한다고 주장한다. 현재 마케도니아어는 북마케도니아 본국에 200만명 가량이 사용하며, 주변의 알바니아, 세르비아, 몬테네그로, 그리스에도 소수 사용자가 있으며, 마케도니아인의 해외 이주로 독일, 미국, 캐나다 등지에서도 사용자수가 늘고 있다.

## 사용 국가
- 북마케도니아 (국어이자, 공용어이다.)

## 마케도니아어 알파벳
| 키릴 문자 IPA | А а /a/ | Б б /b/ | В в /v/ | Г г /ɡ/ | Ѓ ѓ /ɟ/ | Д д /d/ | Е е /ɛ/ | Ж ж /ʒ/ | З з /z/ | Ѕ ѕ /ʣ/ | И и /i/ | Ј ј /j/ |
| 키릴 문자 IPA | К к /k/ | Ќ ќ /c/ | Л л /l/ | Љ љ /ʎ/ | М м /m/ | Н н /n/ | Њ њ /ɲ/ | О о /ɔ/ | П п /p/ | Р р /r/ | С с /s/ | Т т /t/ |
| 키릴 문자 IPA | У у /u/ | Ф ф /f/ | Х х /x/ | Ц ц /ʦ/ | Ч ч /ʧ/ | Џ џ /ʤ/ | Ш ш /ʃ/ |         |         |         |         |         |